# Saints Row: The Third
Saints Row: The Third (noto anche come Saints Row 3) è un videogioco d'azione sviluppato da Volition, Inc. e pubblicato da THQ/Koch Media. È uscito il 15 novembre 2011 in Nord America e in Francia, il 18 novembre 2011 in Europa per i PC Microsoft Windows, PlayStation 3 e Xbox 360 il 10 maggio 2019 per Nintendo Switch, il 22 maggio 2020 per PlayStation 4 e Xbox One e il 25 maggio 2021 per PlayStation 5 e Xbox Series X.
È il terzo capitolo della serie Saints Row dopo l'uscita nel 2008 del secondo capitolo, Saints Row 2. Come in Saints Row 2, il giocatore controlla il leader dei Third Street Saints. Il mondo di gioco è la città immaginaria di Steelport, e la storia si concentra sulla guerra tra bande tra i Santi e il Syndicate, un gruppo criminale rivale.

## Trama
Tre anni dopo aver annientato tutti i loro rivali a Stilwater e conquistato la città, i Third Street Saints hanno trasformato la loro gang di strada in un vero e proprio impero mediatico dopo la fusione con la Ultor Corporation, e da allora sono diventati delle icone in tutto il mondo. Nonostante tutto portano avanti le loro attività criminali; difatti, un giorno, il Protagonista, Johnny Gat, Shaundi e Pierce decidono di rapinare un'importante banca cittadina per promuovere l'uscita di un loro prossimo film, e lo fanno con l'aiuto di Josh Birk, un attore frivolo e narcisista con una cotta per Shaundi, che sta vivendo un periodo a stretto contatto coi Saints per prepararsi ad un ruolo proprio nel suddetto film. Purtroppo la situazione precipita, Pierce si schianta con il gigantesco velivolo usato per l'operazione scontrandosi con un altro elicottero corazzato e Shaundi, Johnny e il protagonista vengono incastrati per errore proprio da Birk, arrestati dalle forze armate della SWAT intervenute sul posto e incarcerati, mentre Pierce riesce a scappare.
In prigione Johnny si lamenta del fatto che i Saints si siano snaturati per diventare delle celebrità viziate, nonostante il loro nome valga molto denaro. Poco dopo però, la loro cauzione viene pagata da un gruppo di persone facenti parte di una vasta organizzazione criminale nota come The Syndicate. Una coppia di gemelle, Viola e Kiki DeWynters, luogotenenti della gang dei Morning Star, invita i Saints sul loro jet privato dopo averli liberati per un incontro. Mentre sorvolano i cieli di Steelport, un'altra importante metropoli sotto il loro controllo, il boss del Syndicate e dei Morning Star, il belga Philippe Loren, approfitta della situazione per proporre ai Saints di cedergli tre quarti del dominio economico e criminale su Stilwater e in cambio di restare in vita, dato che sarebbero in una posizione di svantaggio. Per tutta risposta Johnny reagisce furiosamente ed inizia una rocambolesca fuga coi compagni. Mentre lui pilota l'aereo, Shaundi e il Protagonista si stanno per buttare coi paracadute dal portellone posteriore, ma mentre parlano si sente uno sparo dall'interfono della cabina e Johnny (apparentemente) muore prima di salvarsi. Improvvisamente uno scossone sbalza il Protagonista e Shaundi fuori dall'aereo; lui si lancia per recuperare Shaundi, rimasta senza paracadute, poi si lancia dentro la cabina sparando al parabrezza e attraversa il jet dall'interno in caduta libera eliminando i nemici rimanenti, riafferra Shaundi al volo e la salva. Una volta a terra, i Saints si riuniscono con Pierce e scoprono che Loren, ancora vivo, ha contattato le altre gang del Syndicate, i Luchadores e i Deckers, per avvisarli di dare filo da torcere ai Saints, spargendo anche la voce negli ambienti di tutta Steelport che loro non sono i benvenuti. Inoltre il Syndicate penetra nei loro conti correnti per azzerarli, lasciandoli senza risorse in una città ostile.
I Saints hanno bisogno di un quartier generale e si impadroniscono di un attico dei Morning Star durante una festa, mettendolo a ferro e fuoco, per poi iniziare a farsi un nome in città e a racimolare soldi per vendicarsi. Successivamente scoprono dove si nasconde Loren e assaltano con un camion pieno di esplosivo la Syndicate Tower, la base operativa dei Morning Star e di tutta l'organizzazione. Qui scoprono che Loren tiene imprigionato un uomo russo rigonfio di muscoli alto due metri e mezzo, Oleg Kirrlov, un ex-membro del KGB catturato per poter essere clonato in altri suoi simili da usare come elementi di forza bruta dei Morning Star. Promettendogli vendetta e una vita migliore, il protagonista lo libera e gli offre di entrare nei Saints, e Oleg accetta. Raggiunto l'ultimo piano della torre, Philippe riesce appena in tempo a fuggire con l'ascensore, ma il leader dei Saints si aggrappa al lampadario e si precipita giù per la torre. Philippe esce dall'ascensore e subito dopo viene schiacciato dal lampadario stesso, morendo. Qui il protagonista può scegliere se distruggere comunque l'edificio per vendetta o tenerlo come rifugio. A scelta fatta, i Saints ritornano a Stillwater per il funerale di Johnny: durante la loro assenza, Eddie Pryor detto Killbane, imponente wrestler e leader dei Luchadores, e Matt Miller, esperto informatico ed hacker e leader dei Deckers, discutono della morte di Loren e delle sue conseguenze, e Killbane si auto-elegge con la forza nuovo capo del Syndicate.
Al loro ritorno a Steelport, i Saints subiscono un agguato da parte dei Luchadores, ma ne escono illesi e iniziano a reclutare nuove persone che hanno dei conti in sospeso con il Syndicate: Zimos, un pappone eccentrico e il più vecchio di Steelport, coinvolto in una storia compromettente con le sorelle DeWynter, che parla in autotune grazie ad una elettrolaringe con sintetizzatore impiantatagli dopo una tracheotomia a causa del fumo; Angel De La Muerte, ex-wrestler professionista messicano-americano, e Kinzie Kensington, ex-agente dell'FBI ed esperta di informatica paranoica e cospirazionista, licenziata dall'Agenzia perché in possesso di prove compromettenti e ostacolata dai Deckers. Come se non bastasse vi è un nuovo inconveniente: una forza militare privata, la STAG, guidata dal fanatico comandante Cyrus Temple e dalla sua vice Kia, che vuole cancellare per sempre le gang criminali da Steelport e possibilmente dal Paese, a qualsiasi costo. A sostenerlo finanziariamente c'è la senatrice Monica Hughes, la vedova del senatore Alderman Hughes, morto durante gli eventi del primo capitolo. Un aiuto inaspettato nelle loro operazioni, però, arriverà nientemeno che dallo stesso sindaco di Steelport, che si rivelerà essere l'attore Burt Reynolds, ben disposto ad aiutare i Saints.
A sorpresa, il leader dei Saints viene contattato da Viola De Wynters: lei e Kiki erano in disaccordo quando Killbane aveva preso il comando del Syndicate, ma durante una discussione accesa Killbane ha ucciso Kiki a sangue freddo e intimato a Viola di rimanergli fedele; ora lei è piena di odio, e vuole unirsi ai Saints per distruggere Killbane. Durante l'incontro con Viola, gli STAG li attaccano e per il protagonista, Oleg e Viola è una lunga fuga, ma alla fine riescono a fuggire. Viola aiuta poi i Saints a finire definitivamente i Morningstar, sua gang di origine, ma poco dopo la STAG passa alle maniere forti e dichiara uno stato di legge marziale a Steelport per contrastare il crimine una volta per tutte, soprattutto i Saints. I protagonisti allora si concentrano sui Deckers e Kinzie, per sconfiggere Matt Miller sul suo campo, trova e fa rubare ai Saints un computer potentissimo, e poi una sedia tecnologica da integrarvi, in grado di proiettare una persona in una rete virtuale. Il protagonista entra nella rete dei Deckers e arriva al cospetto di Miller per combatterlo; dopo aver perso, il leader dei Deckers si arrende e lascia la città per sempre.
Diventando suo amico, Angel racconta al protagonista la sua storia: lui e Killbane erano compagni di vita e di lotta, ma un giorno Killbane lo tradì, lo sfidò pubblicamente e dopo averlo battuto gli tolse la maschera, che nella tradizione del wrestling messicano è il più grande disonore che si può subire. Da allora continuò ad allenarsi ma non torno più a combattere, mentre Killbane si fece strada e divenne lo spietato criminale che è; ora è giunto il momento della rivalsa, e come parte del piano il leader dei Saints sfida Killbane a combatterlo al MurderBrawl XXIII, il più importante evento di wrestling della città. Nonostante la sera dell'incontro venga fischiato e odiato da tutti, il leader fa da apripista ad Angel, di nuovo in costume, che viene invece acclamato a gran voce, ed è pronto a sfidare Killbane. Il match inizia, ma prende una brutta piega quando Killbane prevale su Angel e alcuni membri dei Luchadores lo colpiscono in maniera irregolare fuori dal ring per far vincere il loro capo, ma il protagonista li uccide tutti e poi prende il posto di Angel, colpendo con violenza Killbane e sottomettendolo. Alla fine, l'uomo può scegliere se smascherare Killbane e tenersi la sua maschera, oppure risparmiarlo e prendersi i suoi guantoni da wrestling. In ogni modo, Killbane ha la reputazione rovinata e vuole portare il caos nelle strade di Steelport per rappresaglia. Intanto Cyrus Temple ha in mente da tempo qualcosa per i criminali della città, il misterioso progetto DAEDALUS, ma Monica Hughes non gli dà ancora via libera, e Temple non intende rinunciare.
Poco tempo dopo, il leader dei Saints è nell'attico insieme a Pierce e a Oleg quando vengono attaccati da un missile. Quando cercano di scoprire cosa succede, trovano la città assediata dalla STAG e dai Luchadores, e così i tre, insieme al resto dei Saints, si danno da fare per sconfiggere i loro nemici. Improvvisamente i Saints scoprono che Cyrus Temple, nel tentativo di far realizzare i suoi piani, ha incaricato la sua vice Kia di far rapire Shaundi, Viola, e il sindaco Reynolds, e di farli legare sotto la statua della città a Magarac Island insieme a degli esplosivi: il suo scopo è di distruggere il monumento e lasciare i corpi di alcuni membri dei Saints come prova per far credere a tutti che sono loro i responsabili, in modo che la senatrice Hughes dia l'approvazione per il DAEDALUS. Allo stesso tempo Killbane, lasciati i suoi uomini a distruggere Steelport, si sta dirigendo verso l'aeroporto per fuggire. Sarà compito del protagonista scegliere se salvare Shaundi, Viola, e il sindaco Reynolds da Kia o se uccidere Killbane.

## Gang
- I Third Street Saints sono i protagonisti del gioco vestiti di viola. Dopo la morte di Dane Vogel, capo della Ultor Corporation, si sono combinati con la medesima diventando nel 2011 i Saints-Ultor Media Group e creando quella che viene definita "un'icona di marca per un pubblico rabbioso". Ora sono famosi in tutto il mondo e si sono assicurati la popolarità e la simpatia di tutti. Nel corso della storia si dotano anche di tecnologie all'avanguardia, rubate principalmente alla STAG accampata nel porto di Steelport. Dopo aver arruolato Oleg, Zimos, Kinzie, Angel e Viola, altri aspiranti candidati ad altre gang si uniranno poi a loro. Il loro membro più celebre, influente e temuto, l'asiatico Johnny Gat, viene improvvisamente ucciso nella lotta sull'aereo privato del Syndicate e i Saints decidono così di cercare vendetta.
- I Morning Star sono i capi ufficiali del Syndicate e la gang più organizzata di Steelport dopo i Saints nonché la più vecchia della città; sono avidi e spietati criminali franco-belgi che vestono in giacca e cravatta neri e rossi, usano armi potenziate, usando un buon numero di cecchini e organizzano esperimenti steroidali per trasformare alcuni cloni del possente Oleg in veri e propri mostri di muscoli adatti come guardaspalle di ogni gruppo del Syndicate. Il loro capo Philippe Loren, boss anche dello stesso Syndicate, affiancato dalle sue vice ed assistenti Viola e Kiki DeWynter, perde l'occhio sinistro che gli viene ferito da Johnny Gat durante lo scontro sul loro aereo privato e viene ucciso dai protagonisti per vendetta quando durante l'assalto alla Syndicate Tower, simbolo dell'organizzazione e quartier generale dei Morning Star, viene schiacciato da un'enorme palla d'acciaio usata come decorazione per il soffitto, fatta cadere dal protagonista. Sono coinvolti soprattutto in traffico di esseri umani, prostituzione e vendita illegale di armi.
- I Luchadores sono un manipolo di wrestler messicani membri del Syndicate famosi quasi quanto i Saints, che amano le armi pesanti, le macchine truccate e naturalmente il wrestling. Operano nel traffico di droga, nel traffico di armi, nel gioco d'azzardo e nel contrabbando di steroidi. Sono vestiti di verde e sono capeggiati da un uomo spietato e potente, con una maschera da luchador al volto e una boa al collo, di nome Killbane, soprannominato The Walking Apocalypse (L'Apocalisse che cammina); la sua figura compare anche su diverse pubblicità e insegne nel centro della metropoli.
- I Deckers sono un gruppo di giovanissimi criminali di stampo cyberpunk e membri del Syndicate, che ricordano molto i Ronin di Saints Row 2. Comandati da Matt Miller, un abilissimo hacker inglese alquanto megalomane, sono vestiti di nero e color blu neon, viaggiano su auto iperdettagliate e sono geni del computer e dell'hacking: infatti sono loro i responsabili della bancarotta del conto dei Saints. Si occupano anche di riciclaggio di denaro.
- La Special Tactical Anti-Gang, meglio conosciuta come STAG, è un ramo avanzato delle forze armate statunitensi capitanato dal fanatico Cyrus Temple, che viene incaricato dal governo di dare la caccia alle gang di Steelport. In seguito l'unità speciale inizierà a perseguitare anche i Saints. La STAG possiede delle tecnologie sperimentali molto avanzate come un jet potenziato con laser, dei carri armati distruttivi e quasi indistruttibili, armature super resistenti, mitra e fucili laser e veicoli resistenti ed avanzati e il prototipo di una moto-jet volante rubata poi dai Saints; inoltre hanno un'enorme ed avanzatissima portaerei, chiamata Thermopylae, che funge da quartier generale a Steelport, distrutta in seguito dai Saints; un avanzatissimo aereo da ricognizione, abbattuto dai Saints, e non ultimo una piattaforma volante da guerra simile ad una colossale portaerei, chiamata DAEDALUS, che in uno dei due finali cercherà di attaccare le difese della gang. Infine però precipiterà sui palazzi del centro a causa di un malfunzionamento dei motori. Inoltre, sempre in uno dei due finali della storia, il vice capo degli STAG, Kia, tenterà di far saltare in aria il più importante monumento di Steelport disponendoci sotto vari membri rapiti dei Saints (Shaundi, Viola, il Sindaco e altri scagnozzi), per far incolpare questi ultimi dell'esplosione e far intervenire a Steelport il DAEDALUS.

## Modalità di gioco
Il giocatore impersona il leader dei Third Street Saints e nei suoi panni dovrà mettere a ferro e fuoco la città per conquistare i territori controllati dalle gang rivali. Le malefatte permetteranno di guadagnare denaro e rispetto, grazie ai quali si potrà migliorare le caratteristiche del protagonista, potenziandone l'arsenale e acquistando nuove proprietà, creando così un impero del crimine sempre più vasto ed organizzato. L'elemento principale del gioco rimane l'azione distruttiva su vasta scala, la quale viene eseguita sfruttando armi e veicoli in vasta quantità, con anche la possibilità di eseguire dei bombardamenti aerei oppure controllando dei mezzi a distanza.  Nella modalità cooperativa online è inoltre possibile entrare nella partita di un amico in qualsiasi momento per aiutarlo, unendo così le forze per la conquista di Steelport. L'editor del personaggio è uno dei punti forti del gioco, potendo scegliere tra etnia, body type, volto, tatuaggi e molto altro. Le armi inoltre si dividono per classi tra armi bianche, esplosivi, pistole, fucili a pompa, lanciarazzi ma non mancano svariate armi esagerate e di pura fantasia.

## Conversioni
Con l'uscita di Nintendo Switch, per essa sono state create varie conversioni di giochi tra cui, appunto, quella di Saints Row: The Third, pubblicata il 10 maggio del 2019.

## Accoglienza
La rivista Play Generation diede alla versione per PlayStation 3 un punteggio di 90/100, apprezzando il pazzo sandbox "criminale" diverso dal solito e ricco di grandissimo humour e come contro il fatto che non fosse tecnicamente all'altezza della concorrenza e l'online era appena sufficiente, finendo per trovarlo un sandbox che apportava un po' di originalità al genere, divertente, enorme e con tante possibilità di personalizzazione. La stessa testata lo classificò come uno dei quattro migliori "sandbox" dove scatenarsi in una rissa.